# Delia Scala

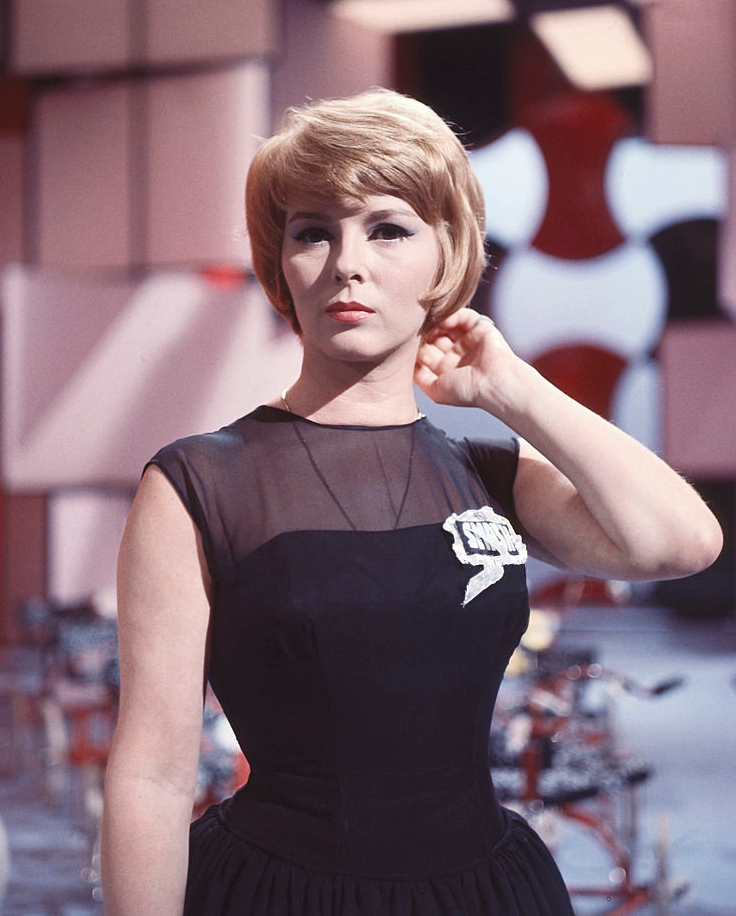
Delia Scala förbereder sig för sändning i tv-studion 1963.

Delia Scala, artistnamn för  Odette Bedogni, född 25 september 1929 i Bracciano, död 15 januari 2004 i Livorno, var en italiensk skådespelare och dansare. Hon är i Italien främst känd som en av de verkliga pionjärerna inom landets tv-underhållning som genom sin skolning i klassisk balett och skådespeleri, kombinerat med en fin sångröst, lyfte den klassiska rollen som subrett till en ny och högre nivå.

## De tidiga åren
Efter att familjen flyttat till Milano påbörjade Delia Scala dansskolan vid La Scala där hon studerade balett i sju års tid. Bland hennes tidigaste framträdanden på La Scalas scen noteras roller i baletter som Léonide Massines La bottega fantastica och Tjajkovskijs Törnrosa. Medan hon fortfarande studerade vid La Scala gjorde hon 1943, fortfarande med namnet Bedogni, sin första filmroll i Principessina, Tullio Gramantieris enda film som regissör, baserad på Frances Hodgson Burnetts roman A little princess. Filmen är en av två där Scala står i rollistan med sitt riktiga namn. Efter sin andra film Anni difficili använde hon alltid sitt artistnamn.

## Karriär vid filmen
Efter andra världskrigets slut satsade Scala seriöst på en filmkarriär, inledningsvis under namnet Lia Della Scala som hon efter en tid ändrade till Delia Scala. Hon kom att medverka i ett 40-tal långfilmer. Bland dramafilmer kan nämnas Anni difficili (1948), regisserad av Luigi Zampa, den neorealistiska klassikern Roma ore 11  (1952) regisserad av Giuseppe De Santis och Jacques Beckers gangsterfilm Touchez pas au grisbi (1953) där de manliga huvudrollerna spelades av Jean Gabin och Lino Ventura.

## Teaterscenen
De verkligt stora succéerna uppnådde Scala på revyscenen och med musikaliska komedier. Hennes debut på revyteaterscenen ägde rum 1954 och inledde en mångårig serie av mycket framgångsrika föreställningar, bland andra med musikalkomedin Rinaldo in Campo (1961) där hon hade Domenico Modugno som motspelare i den manliga huvudrollen. Även internationellt kända musikaler ingick i hennes repertoar, exempelvis My Fair Lady. Men hon klarade också utan problem även en verkligt krävande roll som Ariel i Shakespeares klassiker Stormen. När hon var som störst i Italien fick hon ett erbjudande att uppträda på Broadway vilket hon tackade nej till av skäl som inte är kända.

## Televisionen
Delia Scala gjorde sitt första tv-framträdande redan 1956 och receptet var det som visat sig framgångsrikt redan tidigare, en mix av musik, sång och dans. Den första stora succén kom med serien Canzonissima 1959 tillsammans med Paolo Panelli och Nino Manfredi som ledde till att Scala 1961 fick en egen show med namnet Delia Scala Show och 1968 en ny under namnet Delia Scala Story. Hon blev också den kvinnliga stjärnan i en av Italiens första situationskomedier Signore e signora där hennes motspelare var Lando Buzzanca som spelade hennes make. Hon fortsatte med tv-karriären till 1998 och varvade sina framträdanden på tv-skärmen med teaterföreställningar.

## Privatlivet
Delia Scala gifte sig första gången 1944 med den i hennes yrkesvärld helt okände greken Nikiphorous Melitsanus. De separerade redan 1946 och äktenskapet upplöstes 1956. Redan flera år före äktenskapets upplösning levde Scala öppet tillsammans med Formel 1-föraren Eugenio Castellotti som avled i en olycka i Modena 1957. Scala gifte sig för andra gången 1966, med Piero Giannotti som avled 1982 av en hjärtinfarkt i samband med en trafikolycka. Hennes tredje äktenskap med Arturo Fremura (1984) slutade även det med att hon blev änka 2001. Scala som redan 1974 genomgått mastektomi för bröstcancer fick ett återfall 2002 och avled av sin sjukdom två år senare.

## Filmografi

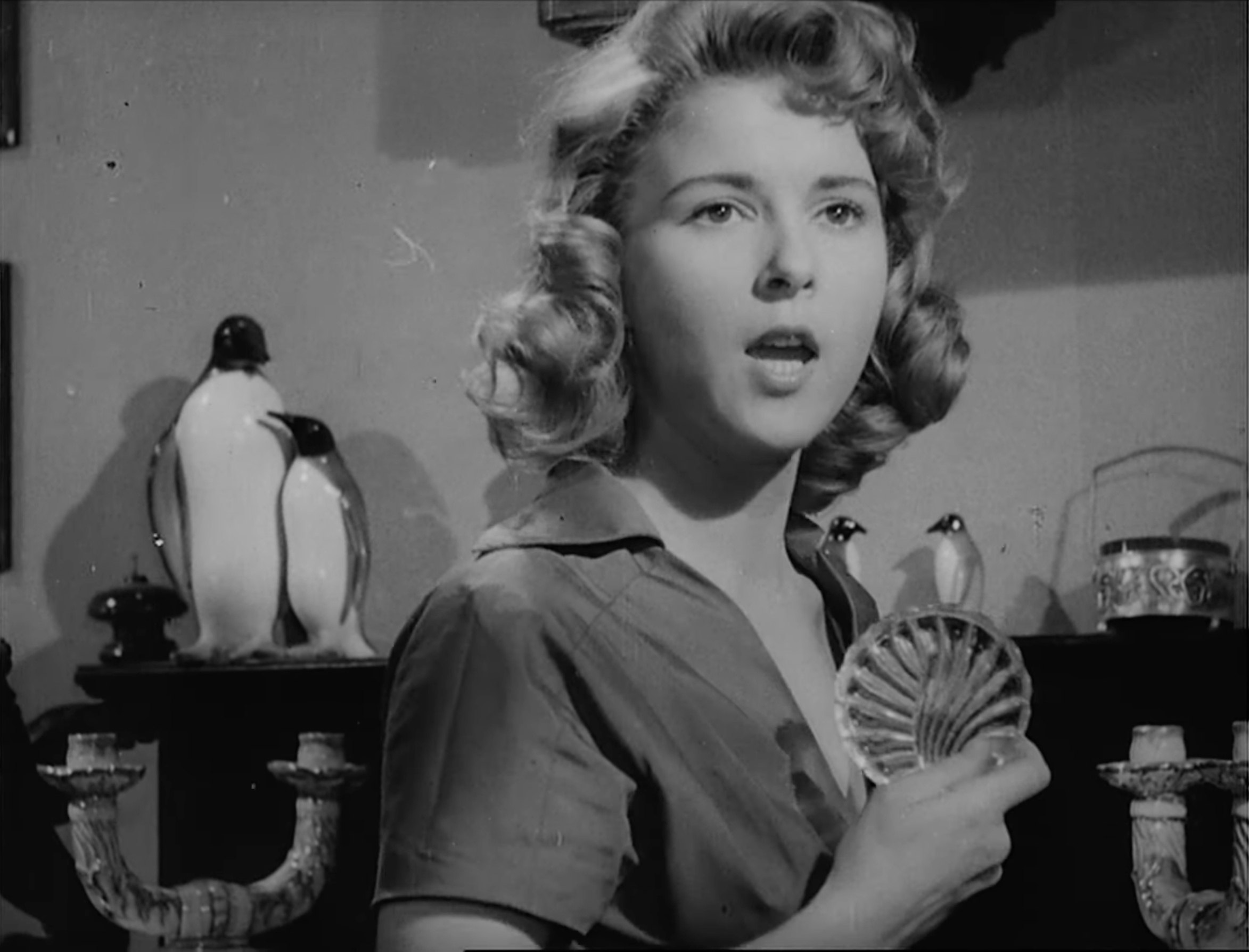
Delia Scala i Eduardo De Filippos film Ragazze da marito 1952.

- Principessina (i rollistan som Odette Bedogni), regi Tullio Gramantieri (1943)
- Anni difficili (som Odette Bedogni), regi Luigi Zampa	(1947)
- L'eroe della strada (som Lia Della Scala), regi Carlo Borghesio (1948)
- Ti ritroverò (som Lia Della Scala), regi Giacomo Gentilomo (1949)
- Come scopersi l'America (som Lia Della Scala), regi Carlo Borghesio (1950)
- Napoli milionaria, regi Eduardo De Filippo	(1950)
- Vita da cani, regi Stefano Vanzina och Mario Monicelli	(1950)
- La scogliera del peccato, regi Roberto Bianchi	(1950)
- Bellezze in bicicletta, regi Carlo Campogalliani	(1951)
- Canzone di primavera, regi Mario Costa	(1951)
- Cameriera bella presenza offresi..., regi Giorgio Pàstina	(1951)
- Auguri e figli maschi!, regi Giorgio Simonelli	(1951)
- Fuoco nero, regi Silvio Siano	(1951)
- Il padrone del vapore, regi Mario Mattoli	(1951)
- Messalina, regi  Carmine Gallone	(1951)
- Amo un assassino, regi Baccio Bandini	(1952)
- L'eroe sono io, regi Carlo Ludovico Bragaglia	(1952)
- Rom klockan 11, regi Giuseppe De Santis (1952)
- Il sogno di Zorro, regi Mario Soldati	(1952)
- Giovinezza, regi Giorgio Pàstina (1952)
- Ragazze da marito, regi Eduardo De Filippo (1952)
- La fiammata, regi Alessandro Blasetti (1952)
- Agenzia matrimoniale, regi Giorgio Pàstina (1953)
- Gioventù alla sbarra, regi Ferruccio Cerio (1953)
- Viva il cinema!, regi Enzo Trapani (1953)
- Canzoni, canzoni, canzoni, regi Domenico Paolella (1953)
- Opinione pubblica, regi Maurizio Corgnati (1954)
- Di qua, di là del Piave, regi Guido Leoni (1954)
- Gran varietà, regi Domenico Paolella (1954)
- Canas y barro, regi Juan de Orduna (1954)
- Avant le deluge, regi André Cayatte (1954)
- Touchez pas au grisbi, regi Jacques Becker (1954)
- I sette peccati di papà, regi Jean Boyer (1954)
- Village magique, regi Jean-Paul Le Chanois (1955)
- Giove in doppiopetto, regi Daniele D'Anza (1955)
- Förbjuden kärlek (Goubbiah, mon amour), regi Robert Darène (1956)
- Il terrore dell'Oklahoma, regi Mario Amendola (1960)
- Signori si nasce, regi Mario Mattoli (1960)
- I Teddy boys della canzone, regi Domenico Paolella (1960)
- Madri pericolose, regi Domenico Paolella (1960)
- Le olimpiadi dei mariti, regi Giorgio Bianchi (1960)